# Zona de Risco
Zona de Risco (em inglês:  Land of Bad) é um filme de suspense e ação americano de 2024 dirigido por William Eubank, que coescreveu o roteiro com David Frigerio. O filme é estrelado pelos protagonistas Liam Hemsworth e Russell Crowe, além de Luke Hemsworth, Ricky Whittle, Milo Ventimiglia e Chika Ikogwe.
Zona de Risco foi lançado nos cinemas em 16 de fevereiro de 2024 nos Estados Unidos. Sendo posteriormente lançado em 22 de fevereiro no Brasil. O filme teve um desempenho ruim na bilheteria e arrecadou US$ 5,9 milhões de dólares com um orçamento de US$ 18,7 milhões.

## Sinopse
Um piloto de drone Reaper da Força Aérea apoia uma equipe de operações especiais no sul das Filipinas enquanto uma missão de resgate que deu errado se transforma em uma batalha brutal de 48 horas pela sobrevivência.

## Elenco
- Liam Hemsworth como Sargento J.J. Kinney
- Russell Crowe como Capitão Eddie Grimm "Reaper"
- Luke Hemsworth como Sargento Abell
- Ricky Whittle como Sargento Bishop
- Milo Ventimiglia como Sargento-mor John "Sugar" Sweet
- Chika Ikogwe como 3º Sargento Nia Branson
- Daniel MacPherson como Coronel Duz Packett
- Robert Rabiah como Saeed Hashimi
- Jack Finsterer como Victor Petrov
- Lincoln Lewis como um jovem soldado
- Gunner Wright como Hornet #1
- George Burgess como Soldado Cooper

## Produção
O filme, originalmente intitulado JTAC, foi escrito por David Frigerio e William Eubank em 2012 e em 2013 nas cafeterias Satellite Coffee em Albuquerque durante a produção de seu filme The Signal. Pouco depois de escrever o roteiro, Eubank e Frigerio acompanharam JTACs da vida real por duas semanas no Centro Nacional de Treinamento de Fort Irwin; sua imersão no mundo do controle aéreo avançado foi extensa, com os dois transmitindo rádio em "nove linhas" (instruções de apoio aéreo aproximado) para os pilotos de F-35 acima durante os exercícios. O projeto do elenco, com Eubank também dirigindo, foi anunciado pela primeira vez no Marché du Film de 2022, com Russell Crowe e Liam Hemsworth como os primeiros membros do elenco ligados ao filme. Em setembro de 2022, anúncios de elenco adicionais adicionaram Milo Ventimiglia, Luke Hemsworth, Ricky Whittle, Daniel MacPherson, Chika Ikogwe e Robert Rabiah. George Burgess foi trazido ao elenco por Russel Crowe.
A fotografia principal começou em setembro de 2022 e foi até novembro de 2022 em Gold Coast, em Queensland. A produção aproveitou incentivos de localização oferecidos pelo governo australiano, trazendo cerca de 270 empregos para a indústria cinematográfica local. Isto permitiu que o orçamento ficasse abaixo dos US$20 milhões, em oposição a uma produção nos Estados Unidos que colocaria o orçamento entre US$25-30 milhões.
Durante a produção, a Signature Entertainment comprou os direitos de distribuição para o Reino Unido, Irlanda, França e Escandinávia, com a distribuição nos Estados Unidos feita pela The Avenue.

## Lançamento
Zona de Risco foi lançado nos Estados Unidos em 16 de fevereiro de 2024. No Brasil, o filme teve uma pré-estréia em 22 de fevereiro e a estréia em 29 de fevereiro de 2024. Apesar de ter a estréia prevista para 4 de julho em Portugal, foi lançado apenas em 5 de setembro de 2024.

## Recepção
Zona de Risco recebeu críticas ligeiramente positivas. No site agregador de resenhas Rotten Tomatoes, 64% das 58 resenhas dos críticos são positivas, com uma classificação média de 6,1/10. A avaliação da audiência é bem mais positiva, com 94%. O filme recebeu avaliações duras dos críticos no dia de estréia, com 24 resenhas lhe dando apenas 52% de pontuação. O consenso do site diz:
"Graças a alguns cenários emocionantes e um elenco inteligentemente montado, Zona de Risco se destaca como um sólido thriller de sobrevivência, apesar de uma dependência geral da fórmula do gênero." (Críticos)
"Zona de Risco é emocionante o suficiente para manter os fãs de ação ansiosos, com pontos extras por uma história surpreendentemente emocionante e um excelente Russell Crowe." (Audiência)
O Metacritic, que utiliza uma média ponderada, atribuiu ao filme uma pontuação de 57 em 100, com base em 9 críticos, indicando críticas "mistas ou médias".
Simon Abrams, do RogerEbert.com, deu ao filme duas de quatro estrelas e escreveu: "Existem dois heróis no frustrante filme de ação militar “Zona de Risco”, e um deles é mais convincente que o outro. Durante uma missão de extração de reféns que deu errado, os dois heróis lutam contra o tipo de terroristas que decapitam um refém em uma cena estabelecida e depois filosofam sobre a real diferença entre nós e eles (é uma bagunça)."
Em uma crítica positiva, Nick Schager, do The Daily Beast, escreveu: "O filme comercializa uma fanfarronice agressiva e bombástica que é tão pura, não diluída e nada sutil que beira - e às vezes se transforma em - comédia. No entanto, sob seu peito inchado se esconde afeto sincero pelos homens e mulheres que arriscam suas vidas por seu país e, mais importante, uns pelos outros, e isso ajuda de alguma forma a conquistar seu clima de pathos de bem-estar.”
Em julho, o filme chegou à Netflix, e foi elogiado pelas sequências de ação tensas e emocionantes apesar do orçamento modesto. O elenco foi considerado capaz, especialmente os dois protagonista: Liam Hemsworth e Russel Crowe.